# Орден «За заслуги» (Саар)
Орден «За заслуги» (нем. Saarländischer Verdienstorden) — высшая награда Саара, учрежденная в 1974 году. Награда представлена в единственном классе — Рыцарский крест. На момент 2008 года было награждено 367 человек, из них 331 мужчина и 36 женщин.

## Описание
Синий эмалированный четырёхсторонний восьмиконечный мальтийский крест. В центре креста находится серебряный медальон с гербом Саара. Орден полностью выполнен из 925 пробы серебра.

## Условия для награждения
Дополнительных инструкций к награждению не имеется. Награждение орденом происходит исключительно за заслуги перед Германией, а также перед самим Сааром. Условия к представлению такие-же, как и для вручения Креста заслуг 1-й степени Ордена «За заслуги перед Федеративной Республикой Германия».